# Operațiunea Crossbow
Operațiunea Crossbow (titlul original: Operation Crossbow) este un film englez de spionaj din timpul celui de-al doilea război mondial, realizat în 1965 de regizorul Michael Anderson. Protagoniștii filmului sunt printre alții actorii George Peppard, Trevor Howard, Sophia Loren, Richard Johnson.

## Distribuție
- George Peppard – lt. John Curtis
- Jeremy Kemp – Phil Bradley
- Sophia Loren – Nora
- Tom Courtenay – Robert Henshaw
- Trevor Howard - profesorul Lindemann
- Richard Johnson - Duncan Sandys
- Barbara Rütting - Hanna Reitsch
- Lilli Palmer - Frieda, hoteliera
- Karel Štěpánek - prof. Hoffer
- John Mills - generalul Boyd
- Anthony Quayle - Bamford
- Paul Henreid - generalul Ziemann
- Helmut Dantine - generalul Linz
- Richard Todd - comandorul aero Kendall
- Sylvia Syms - Constance Babington Smith
- John Fraser - lt. aviator Kenny
- Maurice Denham - ofițerul RAF
- Patrick Wymark - Winston Churchill
- Richard Wattis - Sir Charles Sims
- Allan Cuthbertson - tehnicianul german
- Ferdy Mayne – ofițerul german
- Robert Brown – comandorul aero

## Aprecieri
„Genul cere o confruntare de inteligențe, dar latura rațională a filmului e dizolvată în vârtejul intrigii. Peripețiile iau locul calculului și reflecției, iar mai ales spre final, rețetele uzate ale „filmului de acțiune” au câștig de cauză. În ajutorul personajului sar coincidențe cu nemiluita și-l salvează... sacrificând filmul.”— Tudor Caranfil, Dicționar universal de lungmetraje cinematografice